# Li Haiyan
Li Haiyan – chińska zapaśniczka w stylu wolnym. Brązowa medalistka mistrzostw Azji w 2013 roku.